# Kwas ortomrówkowy
Kwas ortomrówkowy, metanotriol, HC(OH)
3 – hipotetyczny organiczny związek chemiczny z grupy ortokwasów.

## Właściwości
Kwas ortomrówkowy to związek niestabilny, który prawdopodobnie występuje w wodnych roztworach kwasu mrówkowego:
HCOOH + H
2O  ⇄ HC(OH)
3
Obliczenia wskazują, że rozkład ma przebieg egzotermiczny. Bariery energetyczne tej reakcji, z uwzględnieniem korekty energii punktu zerowego, wynoszą 34,7 kcal/mol (poziom HF/6-31G**) lub 19,8 kcal/mol (poziom MP2/6-31G**). Wskazuje to, że kwas ortomrówkowy powinien być możliwy do wykrycia w niskich temperaturach, pod warunkiem nieobecności katalizatorów kwasowych i zasadowych. Jego istnienie jako produktu przejściowego podczas rozkładu niektórych związków stwierdzono za pomocą spektrometrii mas.

## Estry
Estry metanotriolu to ortomrówczany, związki z grupy ortoestrów, choć w rzeczywistości są to etery z trzema grupami alkoksylowymi (RO–) przyłączonymi do tego samego atomu węgla. Podobnie jak acetale, powstają one i ulegają hydrolizie w warunkach kwasowych.
Pierwszym syntetycznym estrem ortomrówczanowym był ortomrówczan trietylu, otrzymany z chloroformu i etanolanu sodu na drodze syntezy Williamsona w 1854 r.:
CHCl
3 + 3CH
3CH
2ONa → HC(OCH
2CH
3)
3 + 3NaCl